# Rio Acari (Amazonas)
Acari é um rio do estado do Amazonas, no Brasil. Localiza-se à margem esquerda do rio Canumã, do qual é afluente. Possui extensão de trezentos quilômetros. Coordenadas: -5.2825, -59.6778.

## Topônimo
"Acari" é um sinônimo de cascudo, um tipo de peixe.